# Impôt sur les plus-values
 (avril 2020).
Si vous disposez d'ouvrages ou d'articles de référence ou si vous connaissez des sites web de qualité traitant du thème abordé ici, merci de compléter l'article en donnant les références utiles à sa vérifiabilité et en les liant à la section « Notes et références ».
L'impôt sur les plus-values est la taxe ou l'impôt qui s'applique aux plus-values obtenues au terme d'une cession immobilière ou mobilière.
Il concerne, par conséquent, tous les contribuables détenteurs d'un patrimoine immobilier (appartement, etc.) ou mobilier (actions, obligations, etc.) quand ils en cèdent tout ou partie contre de l'argent.
L'impôt sur les plus-values est complexe. Il diffère selon les pays, et selon que la plus-value est immobilière ou de cession de valeur mobilière.

## En Belgique

### Les plus-values immobilières
La plus-value réalisée sur la revente d'un immeuble bâti est taxée à 16,5 % si moins de cinq ans se sont écoulés entre les dates d'acquisition et de revente du bien. Cette période est réduite à trois ans si le bien a été acquis par donation. Au-delà de cette période la plus-value est exonérée d'impôt.
La plus-value réalisée lors de la revente d'un terrain non bâti est taxée à 33 % si la revente a lieu moins de cinq ans après l'acquisition, à 16,5 % si la revente a lieu entre cinq et huit ans après l'acquisition. Au-delà de cette période la plus-value est exonérée d'impôt.

### Les plus-values de cession de valeurs mobilières
Les plus-values réalisées sur les actions de sociétés sont totalement exonérées d'impôt.

### Les plus-values issues d'une spéculation
La plus-value est taxée à 33 % si elle a été réalisée à la suite d'une spéculation, c'est-à-dire lorsque les bénéfices réalisés sont considérés par l'administration fiscale comme étant issus d'une gestion "à risque" et en dehors d'une activité professionnelle régulière.

## En France

### Les plus-values immobilières

#### L'assiette de l'impôt sur le revenu
L'impôt sur les plus-values immobilières concerne les immeubles ou les parts de sociétés de personnes à prépondérance immobilière (dont l'actif est composé à plus de 50 % de biens immobiliers). Les actions de sociétés de capitaux à prépondérance immobilière suivent le régime des plus-values de cession de valeurs mobilières.

#### La détermination de la plus-value
La détermination de la plus-value implique une cession à titre onéreux, ce qui exclut du régime des plus-values immobilières les donations, successions.
La plus-value se calcule en retranchant du prix de vente le prix d'acquisition et frais annexes (notaire, agence, intérêts si crédit, etc.) ou la valeur retenue du bien cédé pour la détermination de l'impôt de donation si l'acquisition s'est réalisée à titre gratuit.

#### Les exonérations
Exonération applicable à la vente d'une résidence principale
La plus-value réalisée lors de la vente de la résidence principale est totalement exonérée. Il s'agit de la résidence principale « au jour de la cession ». Les " dépendances immédiates et nécessaires " telles que caves, garages, chambres de bonne… vendues en même temps sont également exonérées. Un garage, même non attenant à l’habitation mais situé à moins d'un kilomètre de celle-ci, est considéré comme une « dépendance immédiate ». Les retraités et adultes handicapés résidant en maison de retraite médicalisée ou en foyer d’accueil médicalisé, peuvent bénéficier de l’exonération de la plus-value réalisée lors de la vente de leur résidence principale si elle intervient dans les deux ans suivant l'entrée dans la structure d’accueil, et si cette résidence est restée libre de toute occupation depuis leur entrée dans l’établissement.
D’autres conditions sont également requises pour bénéficier de cette exonération. il faut, au titre de l’avant-dernière année précédant celle de la cession ne pas être passible de l’impôt de solidarité sur la fortune (ISF) et ne pas avoir un revenu fiscal de référence excédant, pour les cessions intervenues en 2013, la limite de 23 572 €, majorée de 5 507 € pour la première demi-part supplémentaire et de 4 334 € pour chaque demi-part supplémentaire.
Exonération applicable à la cession d'un logement autre que la résidence principale
La plus-value réalisée lors de la première cession d’un logement autre que la résidence principale est exonérée sous réserve des conditions suivantes :
- ne pas avoir été propriétaire de sa résidence principale, directement ou par personne interposée, au cours des quatre années précédant la cession ;
- procéder au remploi du prix de cession, dans un délai de vingt-quatre mois à compter de la cession, pour l’acquisition ou la construction d’un logement affecté, dès son achèvement ou son acquisition si elle est postérieure, à l'habitation principale.
Si le remploi est partiel, l’exonération de plus-value est proportionnée à la fraction du prix de cession qui est effectivement remployée.
Exonération applicable aux cessions d'un montant inférieur à 15 000 €
La plus-value réalisée sur une cession d'un montant inférieur ou égal à 15 000 € est totalement exonérée. Ce plafond de 15 000 € est calculé sur la valeur du bien ou de la partie de bien en pleine propriété et s'apprécie pour chaque cession. Si le contribuable réalise plusieurs cessions dans une même année, les plus-values réalisées sont exonérées si le montant de chaque cession est inférieur à 15 000 €.
Vente de la nue-propriété ou d'un usufruit : pour apprécier le seuil de 15 000 €, il faut tenir compte de la valeur en pleine propriété du bien. Ainsi, lors de la vente de la nue-propriété ou l'usufruit d'un bien, il faut en déterminer la valeur en pleine propriété. Ce calcul est établi en fonction d'un barème légal, selon l'âge de l'usufruitier. Ainsi, si l'usufruitier a 62 ans, la valeur de la nue-propriété d'un bien est estimée à 60 % de sa valeur en pleine propriété et l'usufruit à 40 %.
Le seuil d'exonération de 15 000 € est calculé sur une valeur en pleine propriété. En cas de vente de la nue-propriété ou de l'usufruit, estimez sa valeur en pleine propriété à l'aide du barème légal suivant. Cette évaluation est déterminée en fonction de l'âge de l'usufruitier. Ainsi, pour un bien d'une valeur en pleine propriété de 20 000 €, la nue-propriété est égale à 12 000 € et l'usufruit est égal à 8 000 €. La valeur de la pleine propriété étant supérieure à 15 000 €, la plus-value réalisée sera soumise à l'impôt sur les plus-values au taux de 19% auquel s'ajoutent les prélèvements sociaux de 15,5 %.
Vente en indivision : le seuil de 15 000 € est calculé en fonction de chaque quote-part et non sur le prix global de la cession. Vous n'êtes donc pas taxé si la vente de votre quote-part est inférieure à 15 000 €. Même si la cession de l'ensemble des quotes-parts est supérieure à ce seuil.
Exonérations accordées de manière spécifique aux retraités et aux invalides
En tant que retraité, le contribuable peut être exonéré si l'avant-dernière année précédant celle de la cession (2011 pour une cession en 2013) : son revenu fiscal de référence (RFR) n'excède pas certaines limites, et s'il n'était pas passible de l'ISF au titre de 2011 pour une cession en 2013.
Les personnes titulaires de la carte d'invalidité, accordée aux personnes n'étant pas capables d'exercer une profession et à celles qui sont, en plus, dans l'obligation d'avoir recours à une tierce personne pour effectuer les actes de la vie quotidienne (art. L 341-4 du code de la sécurité sociale, 2e et 3e catégorie), bénéficient également d'une exonération de leur plus-value ; elles doivent cependant remplir les mêmes conditions que les retraités.
Par exemple, un retraité ou une personne titulaire de la carte d'invalidité (2e ou 3e catégorie), célibataire, a réalisé une plus-value lors de la vente d'un appartement en 2013.
Cette cession est exonérée si, en 2011, son revenu fiscal de référence était inférieur à 10 024 € majoré de 2 676 € par demi-part supplémentaire, et si ce redevable n'était pas passible de l'ISF en 2011.
Exonération liée à la durée de détention du bien cédé
Lors du calcul de la plus-value, il est appliqué un abattement pour durée de détention. Pour les cessions réalisées du 1er février 2012 au 31 août 2013, cet abattement est fixé à : 2 % pour chaque année de détention au-delà de la cinquième ; 4 % pour chaque année de détention au-delà de la dix-septième ; 8 % pour chaque année de détention au-delà de la vingt-quatrième. Il en résulte une exonération totale de plus-value pour les cessions d’immeubles détenus depuis plus de trente ans.
Pour les cessions réalisées depuis le 1er septembre 2013, l’abattement diffère selon que les biens cédés sont ou non des terrains à bâtir ou des droits s'y rapportant :
1 - cessions de terrains à bâtir ou de droits s'y rapportant
Les modalités de calcul de l'abattement pour durée de détention sont identiques à celles applicables pour les cessions réalisées du 1er février 2012 au 31 août 2013 (cf. ci-dessus) : 2 % pour chaque année de détention au-delà de la cinquième ; 4 % pour chaque année de détention au-delà de la dix-septième ; 8 % pour chaque année de détention au-delà de la vingt-quatrième.
Il en résulte une exonération totale de plus-value pour les cessions d’immeubles détenus depuis plus de trente ans.
2 - cessions de biens autres que des terrains à bâtir ou des droits s'y rapportant
Le calcul de l'abattement pour durée de détention est différent pour la détermination de l'assiette imposable à l'impôt sur le revenu et celle soumise aux prélèvements sociaux.
pour l'impôt sur le revenu, l'abattement pour durée de détention est de : 6 % pour chaque année de détention au-delà de la cinquième et jusqu'à la vingt et unième ; 4 % pour la vingt-deuxième année révolue de détention.
L'exonération totale des plus-values immobilières au titre de l'impôt sur le revenu est ainsi acquise à l'issue d'un délai de détention de vingt-deux ans.
pour les prélèvements sociaux, l’abattement pour durée de détention s'établit comme suit : 1,65 % pour chaque année de détention au-delà de la 5e et jusqu'à la 21e ; 1,60 % pour la 22e année de détention ; 9 % pour chaque année au-delà de la 22e.
L'exonération totale des plus-values immobilières au titre des prélèvements sociaux est ainsi acquise à l'issue d'un délai de détention de trente ans.
Cession par certains non résidents
Les plus-values réalisées à l’occasion de la vente d'une résidence en France par des personnes domiciliées à l'étranger, françaises ou ressortissantes de l'Union européenne, peuvent être exonérées. Cette exonération s'applique sous réserve que le cédant ait été domicilié en France de manière continue pendant au moins deux ans avant la cession, quelle que soit la période ; et qu’il ait eu la libre disposition du bien depuis le 1er janvier de l'année précédant la cession.
Remembrements et expropriations
La plus-value réalisée à l'occasion d'une expropriation (avec une déclaration d'utilité publique) est exonérée. Une condition : l'indemnité d’expropriation doit être intégralement employée, dans les douze mois de sa perception, à l'acquisition, la construction, la reconstruction ou l'agrandissement d'un ou plusieurs immeubles. Les plus- values constatées à l'occasion d'un remembrement sont également exonérées.

#### Le taux d'imposition
En 2009, l'imposition est de 16 % pour les Européens de la communauté économique, auxquels il faut rajouter 12,1 % de prélèvements sociaux et financement RSA uniquement pour les résidents. Quant aux autres, ceux qui ne rentrent pas dans ce cadre, ils ont un taux fixé à 33 %.
Depuis le 1er février 2012, le taux d'imposition est de 19 %, auquel il faut ajouter 13,5 % de « prélèvements sociaux », soit un total pour un résident de 32,5 %. Le taux de 13,5 passe à 15,5 à partir du 1er juillet 2012 soit un total d'imposition de 34,5 %.
En 2021, les taux d'imposition sont fixés comme suit :
- Taux de base : 19 %
- CSG + CRDS : 17,2 %
- Surtaxe applicable pour les plus-values supérieures à 50 000 €, selon un barème complexe qui va de 2 % à 6 %, le taux le plus élevé étant atteint pour 260 000 € de plus-value
- Surtaxe pour les très hauts revenus (THR) : 4 %

Le taux marginal le plus élevé devient donc : 42,2 % (ou bien à 46,2% pour les THR).

#### Un abattement fiscal exceptionnel pour les terrains
En 2014, le gouvernement a mis en place un avantage fiscal afin de favoriser les constructions de logement neuf. Il consiste à offrir pour les plus-values sur les terrains un abattement fiscal supplémentaire de ceux cités précédemment.
Pour être éligible il faut que le terrain en question soit vendu auprès d'un ou plusieurs promoteurs immobiliers. En fonction de la destination du programme immobilier, l'abattement fiscal sera plus ou moins élevé :
- 70 % si le terrain sert à construire du logement libre (avec condition de densification)
- 85 % s'il est cédé en vue de construire du logement intermédiaire
- 100 % pour les terrains destinés à accueillir des logements sociaux

### Les plus-values de cession de valeurs mobilières, de droits sociaux et de titres assimilés

#### Historique
| Date d'application | Taux              | Prélèvements sociaux | Taux global |
| ------------------ | ----------------- | -------------------- | ----------- |
| 01/01/1978         | 15 %              | 0 %                  | 15 %        |
| 01/01/1984         | 16 %              | 0 %                  | 16 %        |
| 01/02/1996         | 16 %              | 0,5 %                | 16,5 %      |
| 01/01/1997         | 16 %              | 3,9 %                | 19,9 %      |
| 01/01/1998         | 16 %              | 10 %                 | 26 %        |
| 01/07/2004         | 16 %              | 10,3 %               | 26,3 %      |
| 01/01/2005         | 16 %              | 11 %                 | 27 %        |
| 01/01/2008         | 18 %              | 11 %                 | 29 %        |
| 01/01/2009         | 18 %              | 12,1 %               | 30,1 %      |
| 01/01/2011         | 19 %              | 12,3 %               | 31,3 %      |
| 01/10/2011         | 24 %              | 13,5 %               | 37,5 %      |
| 01/07/2012         | 24 %              | 15,5 %               | 39,5 %      |
| 01/01/2013         | Barème progressif | 15,5 %               | Variable    |
| 01/01/2018         | 12,8 %            | 17,2 %               | 30 %        |

#### La détermination de la plus-value
La détermination de la plus-value implique une cession à titre onéreux, ce qui exclut du régime des plus-values de cession de valeurs mobilières les donations ou successions.
La plus-value se calcule en retranchant du prix de vente le prix d'acquisition ou la valeur retenue du bien cédé pour la détermination de l'impôt de donation si l'acquisition s'est réalisée à titre gratuit. Les frais liés à l'achat et à la vente sont déductibles (par ex. les frais de courtage dans le cas d'actions).

#### Les exonérations
Pour 2009, la plus-value sur cession d'actions était exonérée d'impôt si le montant global des cessions d'actions du foyer fiscal considéré restait inférieur à 25 730 euros.
En 2010, la plus-value n'était imposée que sur les prélèvements sociaux - soit 12,3 % en 2011 - si le montant global des cessions d'actions du foyer fiscal considéré restait inférieur à 25 830 euros.
En 2011, si la plus-value est obtenue dans le cadre d'un PEA (plan d'épargne en actions), le taux d'imposition est seulement 13,5 %, ce qui correspond aux prélèvements sociaux, revus à la hausse. Cet avantage fiscal ne s'applique que si aucun retrait, même partiel, n'est effectué durant les cinq premières années du plan, à compter du premier versement. Hors PEA, les plus-values des cessions mobilières sont imposées dès le premier euro de 32,5 % - 13,5 % au titre des prélèvements sociaux et 19 % au titre de l'impôt sur les plus-values.
Attention : à compter du 1er juillet 2012, le taux global de cotisations sociales sur les revenus du patrimoine et les produits de placements est porté à 15,50 % (au lieu de 13,50 % en vigueur depuis le 1er octobre 2011). Cela fait suite à la loi de finances rectificative pour 2012.
Les cessions réalisées à compter du 1er janvier 2006 faisaient bénéficier aux plus-values réalisées un abattement d'1/3 par année de détention des titres au-delà de la 5e ; il en découlait une exonération totale de la plus-value à partir de 8 ans.

Entré en vigueur en 2006, cet abattement ne concernait donc que les cessions réalisées à compter de 2012 (2014 pour l'exonération totale).

Cependant, avant même la mise en application, la loi de finance pour 2012 a supprimé cet abattement pour durée de détention (sauf pour les dirigeants partant à la retraite - voir infra). Il a été instauré à la place un mécanisme de report d'imposition sous condition de réinvestissement dans les 36 mois suivant la cession à hauteur de 80 % de la plus-value nette des prélèvements sociaux dans une société. Les parts acquises en contrepartie de cet investissement doivent être conservées 5 ans. Ce mécanisme ainsi que toutes les conditions attachées sont codifiés à l'article 150-0 D bis du CGI. À noter que ce report ne concerne que l'imposition au titre de l'impôt sur les revenus, les prélèvements sociaux, à hauteur de 15,5 % ne sont pas concernés.
Sous certaines conditions, le dirigeant partant à la retraite peut bénéficier d'un abattement pour durée de détention sur la plus-value réalisée à l'occasion de la cession de ses parts.

#### Le taux d'imposition
Depuis 2010 l'application des prélèvements sociaux est calculée sur la plus-value de cession des titres que le seuil des 25 730 euros de cessions soit ou non dépassé,. À partir du 1er janvier 2011, le seuil de cessions a été abaissé au 1er euro de plus-value.

Pour les contribuables qui ont recours à un plan d'épargne en actions (PEA), le taux d'imposition est de 15,5 % sur la plus-value constatée, sous réserve qu'aucun retrait d'argent soit effectué dans les cinq premières années de détention du PEA.

Avant le 1er janvier 2012, l'impôt sur les plus-values de cession de valeurs mobilières est de 19 %, auxquels il convient de rajouter les 15,5 % (taux en vigueur depuis la loi de finance rectificative de 2012) de prélèvements sociaux. Le pourcentage de 15,5 % s'applique sur le montant de la plus-value.
Certaines cessions sont soumises également à un droit d'enregistrement.
Les plus-values mobilières réalisées du 1/1/2012 au 31/12/2012 sont soumises au taux d'imposition de 24 %, auquel s'ajoutent 15,5 % de droits sociaux. Le taux effectif d'imposition est donc de 39,5 %.
Les plus-values mobilières réalisées du 1/1/2013 au 31/12/2013 sont intégrées dans l'impôt sur le revenu. Elles supportent en outre des prélèvements sociaux au taux de 15,5 % (dont 5,1 % déductibles).
Dans ce nouveau régime, il est institué un abattement pour durée de détention qui est de :
- 20 % pour une durée de 2 à 4 ans,
- 30 % pour une durée de 4 à 6 ans,
- 40 % pour plus de 6 ans.

La tranche d'imposition la plus élevée paie donc un prélèvement de :
| Nature du prélèvement                             | Taux d'imposition le plus élevé revenus 2012 | Taux d'imposition le plus élevé revenus 2013 | Taux d'imposition le plus élevé revenus 2013 | Taux d'imposition le plus élevé revenus 2013 | Taux d'imposition le plus élevé revenus 2013 |
| ------------------------------------------------- | -------------------------------------------- | -------------------------------------------- | -------------------------------------------- | -------------------------------------------- | -------------------------------------------- |
| Durée de détention                                | indifférent                                  | 0 à 2 ans                                    | 2 à 4 ans                                    | 4 à 6 ans                                    | Plus de 6 ans                                |
| Taxe à taux fixe                                  | 24 %                                         | 0 %                                          | 0 %                                          | 0 %                                          | 0 %                                          |
| Impôt sur le revenu                               | 0 %                                          | 45 %                                         | 45 % x 0,8 = 36 %                            | 45 % x 0,7 = 31,5 %                          | 45 % x 0,6 = 27 %                            |
| Surtaxe hauts revenus                             | 0 %                                          | 4 %                                          | 4 % x 0,8 = 3,2 %                            | 4 % x 0,7 = 2,8 %                            | 4 % x 0,6 = 2,4 %                            |
| CSG et CRDS                                       | 15,5 %                                       | 15,5 %                                       | 15,5 %                                       | 15,5 %                                       | 15,5 %                                       |
| Taux total impôt et taxes                         | 39,6 %                                       | 64,5 %                                       | 54,7 %                                       | 49,8 %                                       | 44,9 %                                       |
| Déduire : restitution CSG "récupérable" année N+2 | 2,3 %                                        | 2,3 %                                        | 2,3 %                                        | 2,3 %                                        | 2,3 %                                        |
| Taux effectif imposition                          | 37,3 %                                       | 62,2 %                                       | 52,4 %                                       | 47,5 %                                       | 42,6 %                                       |

#### Cas particuliers
Les stock-options et bons de souscription de parts de créateurs d'entreprise ont un régime d'imposition spécifique.
La plus-value de cession sur stock-options est taxée à 18 % plus 12,1 % de prélèvements sociaux, si elle est obtenue deux ans après sa distribution. Dans le cas où l'option est exercée avant deux ans, le taux est de 40 % si elle dépasse 152 500 euros, et de 30 % si elle est inférieure à ce seuil.
À la suite de la Révolte des pigeons, il a été institué à compter du 1/1/2013 un régime spécial pour les associés dirigeants d'entreprises : ils bénéficient d'un taux forfaitaire de 19 % auquel s'ajoutent les 15,5 % de prélèvements sociaux. Ils ne bénéficient pas des abattements pour durée de détention.

## Au Canada
Au Canada, l’impôt sur les plus-values est appelé impôt sur les gains en capital. Il est appliqué sur 50 % de la valeur ajoutée entre le prix d’achat et le prix de vente. Certains économistes demandent que la valeur d’achat soit normalisée pour inclure l’inflation, et ainsi éviter d’imposer des gains artificiels. 

## Comparaisons internationales concernant les plus-values mobilières
| Pays                                    | Mode de calcul de la taxe                                                                            | Taux d'imposition le plus élevé                                         |
| --------------------------------------- | --- | ----------------------------------------------------------------------- |
| Allemagne                               | Forfaitaire après abattement                                                                         | 25 %                                                                    |
| Belgique, Luxembourg, Singapour, Suisse | Exonération totale                                                                                   | 0 %                                                                     |
| Canada                                  | Impôt sur le revenu (fédéral et provincial) mais seule la moitié des gains en capitaux est imposable | Taux effectif de 20,3 % à 25,0 % selon la province de résidence         |
| Espagne                                 | Progressif                                                                                           | 27 %                                                                    |
| États-Unis                              | Barème progressif (de 10% à 37%) pour les gains de court terme (détention < 12 mois).                | 37 % (+ impôt État : 0 à 13.3 %) 15 à 20 % si détention plus de 12 mois |
| France                                  | Taxe proportionnelle (+ taxe très hauts revenus)                                                     | 30 % (34% pour très hauts revenus)                                      |
| Grande-Bretagne                         | Forfaitaire après abattement                                                                         | 18 %                                                                    |
| Italie                                  | Forfaitaire                                                                                          | 20 %                                                                    |
| Russie                                  | Forfaitaire                                                                                          | 13 %                                                                    |
| Suisse                                  | Règles cantonales                                                                                    | Impôt cantonal seulement (3 cantons sur 26)                             |